# Нейдхардт, Велимир
Велимир Нейдхардт (хорв. Velimir Neidhardt; род. 7 октября 1943, Загреб) — хорватский архитектор, президент Хорватской академии наук и искусств.

## Биография
Окончил архитектурный факультет Загребского университета в 1967 году.
В 1968—1974 годах — сотрудник архитектурного бюро «Медвешчак», а в 1976–1994 годах — Института урбанистики Хорватии. С 1979 года также преподавал в своей альма-матер, с 2015 года — профессор-эмерит. С 1991 года — действительный член Хорватской академии наук и искусств. В 1995—1999 годах был председателем Союза хорватских архитекторов.
В 1996 году им была основана компания Neidhardt d.o.o.
С 1 января 2011 года по 31 декабря 2018 года был вице-президентом Хорватской академии наук и искусств, а с 1 января 2019 года стал её президентом. С июня 2015 года — член-корреспондент Словенской академии наук и искусств.

## Проекты
Самое главное творение Нейдхардта — здание Национальной и университетской библиотеки в Загребе. В число других значимых работ входят отель «Lapad» (соавторы И. Кольбах и Б. Шавора; город Дубровник, 1969), отель «Begova Ledina» (город Макарска, 1969), торговый центр в городе Мрконич-Град (1972), центр Нового Загреба (соавторы Л. Шверер и Б. Вельнич; 1971), площадь Французской Республики в Загребе (совместно с И. Франичем; 1977), здание «Ina Trgovina» (Загреб, 1985–1989), офисное здание «Exportdrvo» (Загреб, 1985), церковь Святого Иоанна Евангелиста (Загреб, 1991) и др.

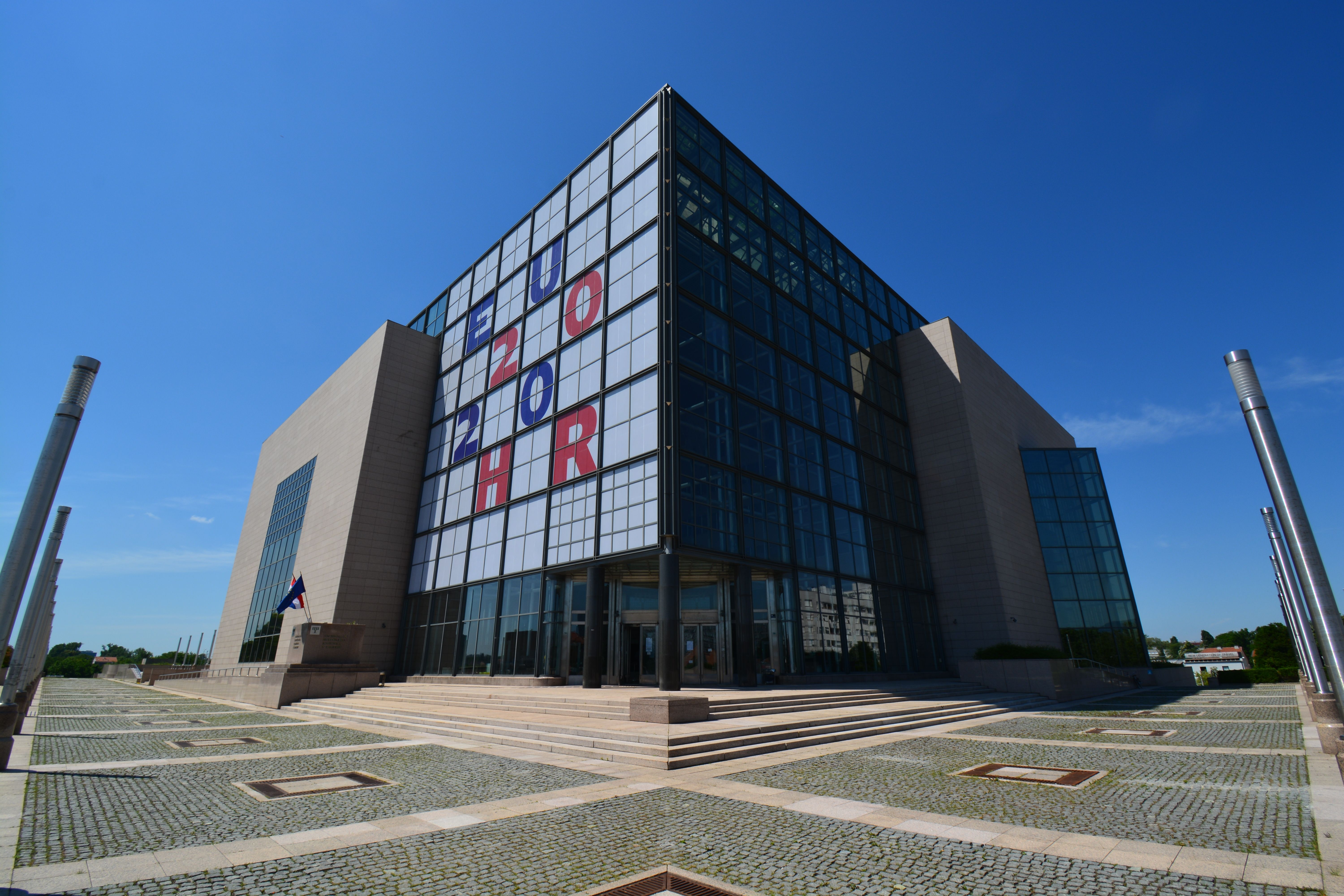
Национальная и университетская библиотека Загреба
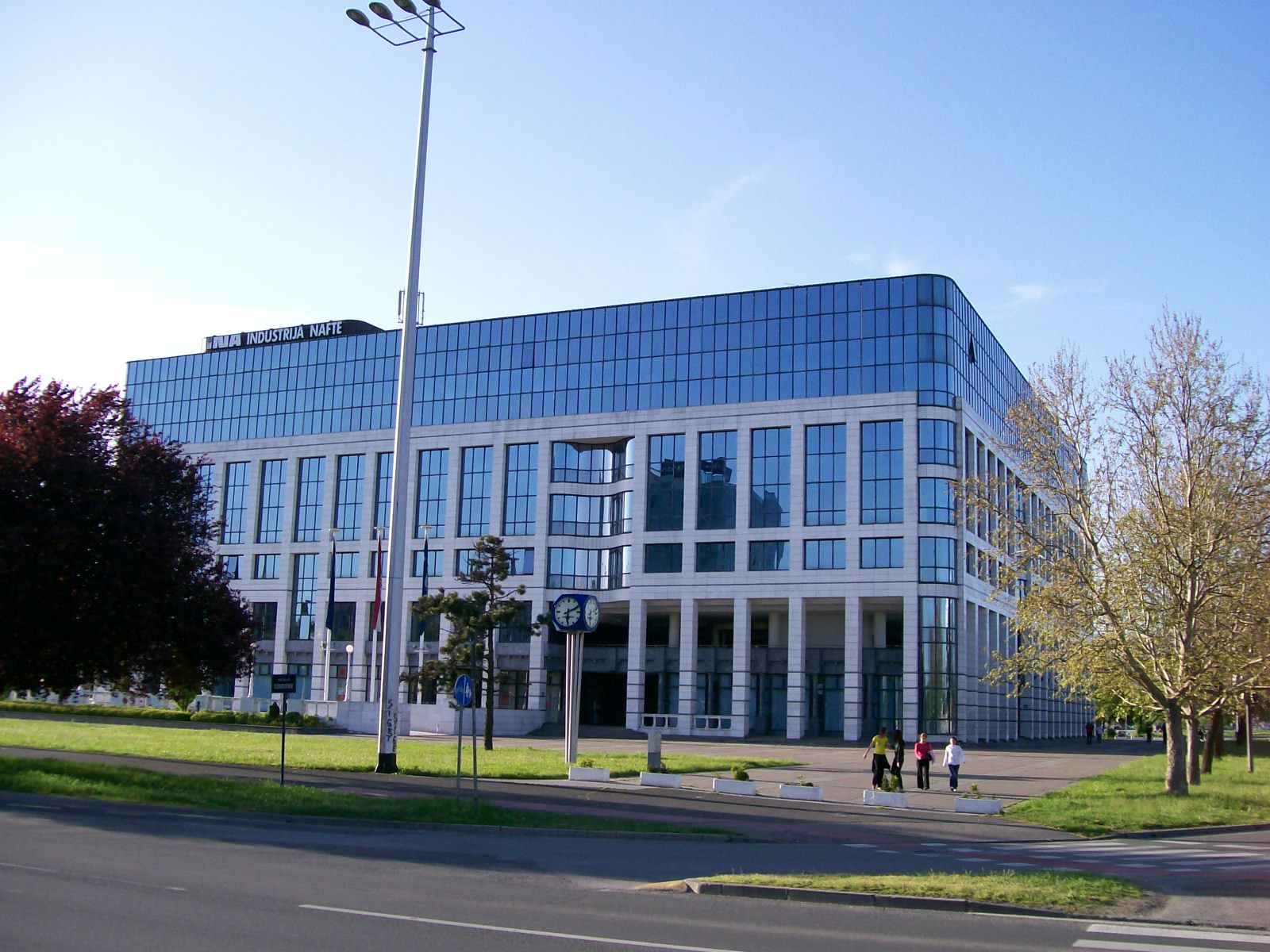
Здание «INA» (1989)